# Ekstraklasa 2018-2019
L'Ekstraklasa 2018-2019, nota anche come Lotto Ekstraklasa 2018-2019 per ragioni di sponsorizzazione, è stata la 93ª edizione della massima serie del campionato polacco di calcio, l'85ª edizione nel formato di campionato. La stagione è iniziata il 20 luglio 2018 e si è conclusa il 19 maggio 2019. Il Legia Varsavia era la squadra campione in carica, avendo vinto le ultime tre edizioni. Il Piast Gliwice ha vinto il campionato per la prima volta nella sua storia.

## Stagione

### Novità
Dalla Ekstraklasa 2017-2018 sono stati retrocessi in I liga il Nieciecza e il Sandecja Nowy Sącz, mentre dalla I liga 2017-2018 sono stati promossi il Miedź Legnica e lo Zagłębie Sosnowiec.

### Formula
Il campionato si svolge in due fasi: nella prima le sedici squadre partecipanti si affrontano in un girone all'italiana con partite di andata e ritorno, per un totale di 30 giornate. Successivamente, le squadre vengono divise in due gruppi in base alla classifica: le prime otto formano un nuovo girone e competono per il titolo e la qualificazione alle competizioni europee; le ultime otto, invece, lottano per non retrocedere in I liga. Al termine della competizione, nel girone per il titolo, la squadra prima classificata è campione di Polonia e si qualifica per il secondo turno della UEFA Champions League 2019-2020, mentre le squadre classificate al secondo e al terzo posto si qualificano per il primo turno della UEFA Europa League 2019-2020, assieme alla vincitrice della Coppa di Polonia. Nel girone per la salvezza le ultime due classificate vengono retrocesse direttamente in I liga.

## Squadre partecipanti
| Club               | Città     | Stadio                           | Stagione precedente      |
| ------------------ | --------- | -------------------------------- | ------------------------ |
| Arka Gdynia        | Gdynia    | Stadion GOSiR                    | 12º posto in Ekstraklasa |
| Górnik Zabrze      | Zabrze    | Stadion im. Ernesta Pohla        | 4º posto in Ekstraklasa  |
| Jagiellonia        | Białystok | Stadion Miejski                  | 2º posto in Ekstraklasa  |
| Korona Kielce      | Kielce    | Stadion Miejski                  | 8º posto in Ekstraklasa  |
| KS Cracovia        | Cracovia  | Stadion Cracovii                 | 9º posto in Ekstraklasa  |
| Lech Poznań        | Poznań    | Stadion Miejski                  | 3º posto in Ekstraklasa  |
| Lechia Danzica     | Danzica   | Stadion Energa Gdańsk            | 13º posto in Ekstraklasa |
| Legia Varsavia     | Varsavia  | Pepsi Arena                      | Campione di Polonia      |
| Miedź Legnica      | Legnica   | Stadion Miejski                  | 1º posto in I liga       |
| Piast Gliwice      | Gliwice   | Stadion Piasta Gliwice           | 14º posto in Ekstraklasa |
| Pogoń Stettino     | Stettino  | Stadion Miejski                  | 11º posto in Ekstraklasa |
| Śląsk Breslavia    | Breslavia | Stadion Miejski                  | 10º posto in Ekstraklasa |
| Wisła Cracovia     | Cracovia  | Stadion Miejski                  | 6º posto in Ekstraklasa  |
| Wisła Płock        | Płock     | Stadion im. Kazimierza Górskiego | 5º posto in Ekstraklasa  |
| Zagłębie Lubin     | Lubin     | Dialog Arena                     | 7º posto in Ekstraklasa  |
| Zagłębie Sosnowiec | Sosnowiec | Stadion Ludowy                   | 2º posto in I liga       |

## Prima fase

### Classifica finale
|  | Pos. | Squadra            | Pt | G  | V  | N  | P  | GF | GS | DR  |
|  | ---- | ------------------ | -- | -- | -- | -- | -- | -- | -- | --- |
|  | 1.   | Lechia Danzica     | 60 | 30 | 17 | 9  | 4  | 45 | 25 | +20 |
|  | 2.   | Legia Varsavia     | 60 | 30 | 18 | 6  | 6  | 48 | 31 | +17 |
|  | 3.   | Piast Gliwice      | 53 | 30 | 15 | 8  | 7  | 47 | 31 | +16 |
|  | 4.   | KS Cracovia        | 48 | 30 | 14 | 6  | 10 | 39 | 34 | +5  |
|  | 5.   | Zagłębie Lubin     | 47 | 30 | 14 | 5  | 11 | 48 | 38 | +10 |
|  | 6.   | Jagiellonia        | 47 | 30 | 13 | 8  | 9  | 45 | 41 | +4  |
|  | 7.   | Pogoń Stettino     | 43 | 30 | 12 | 7  | 11 | 44 | 42 | +2  |
|  | 8.   | Lech Poznań        | 43 | 30 | 13 | 4  | 13 | 41 | 40 | +1  |
|  | 9.   | Wisła Cracovia     | 42 | 30 | 12 | 6  | 12 | 55 | 48 | +7  |
|  | 10.  | Korona Kielce      | 40 | 30 | 10 | 10 | 10 | 35 | 44 | -9  |
|  | 11.  | Miedź Legnica      | 32 | 30 | 8  | 8  | 14 | 30 | 52 | -22 |
|  | 12.  | Górnik Zabrze      | 31 | 30 | 7  | 10 | 13 | 36 | 49 | -13 |
|  | 13.  | Śląsk Breslavia    | 31 | 30 | 8  | 7  | 15 | 35 | 37 | -2  |
|  | 14.  | Wisła Płock        | 30 | 30 | 7  | 9  | 14 | 40 | 49 | -9  |
|  | 15.  | Arka Gdynia        | 29 | 30 | 6  | 11 | 13 | 39 | 44 | -5  |
|  | 16.  | Zagłębie Sosnowiec | 24 | 30 | 6  | 6  | 18 | 41 | 63 | -22 |

Legenda:
      Ammessa al girone per il titolo.
      Ammessa al girone per la salvezza.
Note:
Tre punti a vittoria, uno a pareggio, zero a sconfitta.
La classifica viene stilata secondo i seguenti criteri:
- Punti conquistati
- Punti conquistati negli scontri diretti
- Differenza reti negli scontri diretti
- Reti realizzate negli scontri diretti
- Goal fuori casa negli scontri diretti (solo tra due squadre)
- Differenza reti generale
- Reti totali realizzate
- Classifica fair-play
- Sorteggio

### Risultati
|                    | ArG  | GZa  | Jag  | Kor  | KSC  | LcP  | LcD  | Leg  | MLe  | Pia  | Pog  | Slą  | WiC  | WiP  | ZaL  | ZaS  |
| ------------------ | ---- | ---- | ---- | ---- | ---- | ---- | ---- | ---- | ---- | ---- | ---- | ---- | ---- | ---- | ---- | ---- |
| Arka Gdynia        | –––– | 1-1  | 0-2  | 1-2  | 0-3  | 1-0  | 0-0  | 1-2  | 1-1  | 1-2  | 2-3  | 0-2  | 4-1  | 3-3  | 3-1  | 2-2  |
| Górnik Zabrze      | 1-1  | –––– | 1-3  | 1-1  | 0-1  | 2-2  | 0-2  | 1-2  | 1-3  | 0-2  | 1-1  | 2-2  | 2-0  | 1-1  | 2-0  | 2-1  |
| Jagiellonia        | 3-1  | 2-2  | –––– | 1-3  | 3-1  | 2-2  | 0-1  | 1-1  | 2-3  | 2-1  | 2-1  | 0-4  | 1-0  | 1-0  | 0-4  | 2-1  |
| Korona Kielce      | 2-1  | 4-2  | 1-1  | –––– | 0-1  | 0-0  | 0-0  | 1-2  | 0-0  | 1-0  | 1-1  | 2-1  | 2-6  | 2-2  | 0-2  | 3-1  |
| KS Cracovia        | 0-0  | 2-0  | 1-0  | 2-1  | –––– | 1-0  | 4-2  | 0-0  | 0-0  | 2-1  | 2-1  | 1-1  | 0-2  | 3-1  | 0-1  | 2-1  |
| Lech Poznań        | 1-0  | 0-3  | 0-2  | 2-1  | 2-0  | –––– | 0-1  | 2-0  | 2-1  | 1-1  | 3-2  | 2-0  | 2-5  | 2-1  | 1-2  | 4-0  |
| Lechia Danzica     | 3-1  | 4-0  | 3-2  | 2-0  | 1-0  | 1-0  | –––– | 0-0  | 2-0  | 2-0  | 2-1  | 1-1  | 1-0  | 1-1  | 3-3  | 4-1  |
| Legia Varsavia     | 1-1  | 4-0  | 3-0  | 3-0  | 0-2  | 1-0  | 0-0  | –––– | 2-0  | 2-0  | 3-1  | 1-0  | 3-3  | 1-4  | 1-3  | 2-1  |
| Miedź Legnica      | 0-4  | 1-3  | 0-3  | 1-1  | 2-1  | 3-2  | 0-0  | 1-4  | –––– | 2-2  | 1-0  | 0-5  | 2-0  | 2-1  | 2-0  | 0-2  |
| Piast Gliwice      | 1-0  | 1-0  | 1-1  | 4-0  | 3-1  | 4-0  | 1-1  | 1-3  | 2-1  | –––– | 3-0  | 2-0  | 2-0  | 1-0  | 2-1  | 0-0  |
| Pogoń Stettino     | 3-3  | 3-1  | 0-0  | 1-1  | 1-1  | 3-0  | 2-3  | 2-1  | 2-0  | 0-2  | –––– | 2-1  | 2-1  | 4-0  | 0-3  | 1-0  |
| Sląsk Wrocław      | 1-2  | 0-1  | 2-0  | 1-1  | 3-1  | 0-1  | 0-2  | 0-1  | 0-0  | 4-1  | 0-0  | –––– | 0-1  | 0-3  | 2-0  | 2-0  |
| Wisła Cracovia     | 0-0  | 3-0  | 2-2  | 0-1  | 3-2  | 0-1  | 5-2  | 4-0  | 2-1  | 2-2  | 2-3  | 1-0  | –––– | 1-1  | 3-1  | 2-2  |
| Wisła Płock        | 1-3  | 0-4  | 1-1  | 1-2  | 3-2  | 1-2  | 1-0  | 0-1  | 2-2  | 1-1  | 0-2  | 2-0  | 1-2  | –––– | 0-1  | 2-0  |
| Zagłębie Lubin     | 0-0  | 1-1  | 0-2  | 0-1  | 1-2  | 2-1  | 2-1  | 0-1  | 3-0  | 2-2  | 0-2  | 4-0  | 3-1  | 3-3  | –––– | 2-1  |
| Zagłębie Sosnowiec | 3-2  | 1-1  | 1-4  | 4-1  | 1-1  | 0-6  | 0-1  | 2-3  | 3-1  | 1-2  | 3-0  | 3-3  | 4-3  | 1-3  | 1-2  | –––– |

## Girone per il titolo
Le squadre mantengono i punti conquistati nella stagione regolare.

### Classifica finale
Fonte: sito ufficiale.
|  | Pos. | Squadra        | Pt | G  | V  | N  | P  | GF | GS | DR  |
|  | ---- | -------------- | -- | -- | -- | -- | -- | -- | -- | --- |
|  | 1.   | Piast Gliwice  | 72 | 37 | 21 | 9  | 7  | 57 | 33 | +24 |
|  | 2.   | Legia Varsavia | 68 | 37 | 20 | 8  | 9  | 55 | 38 | +17 |
|  | 3.   | Lechia Danzica | 67 | 37 | 19 | 10 | 8  | 54 | 38 | +16 |
|  | 4.   | KS Cracovia    | 57 | 37 | 17 | 6  | 14 | 45 | 43 | +2  |
|  | 5.   | Jagiellonia    | 57 | 37 | 16 | 9  | 12 | 55 | 52 | +3  |
|  | 6.   | Zagłębie Lubin | 53 | 37 | 15 | 8  | 14 | 57 | 48 | +9  |
|  | 7.   | Pogoń Stettino | 52 | 37 | 14 | 10 | 13 | 57 | 54 | +3  |
|  | 8.   | Lech Poznań    | 52 | 37 | 15 | 7  | 15 | 49 | 48 | +1  |

Legenda:
      Campione di Polonia e ammessa alla UEFA Champions League 2019-2020.
      Ammessa alla UEFA Europa League 2019-2020.
Note:
Tre punti a vittoria, uno a pareggio, zero a sconfitta.
La classifica viene stilata secondo i seguenti criteri:
- Punti conquistati
- Punti conquistati negli scontri diretti
- Differenza reti negli scontri diretti
- Reti realizzate negli scontri diretti
- Goal fuori casa negli scontri diretti (solo tra due squadre)
- Differenza reti generale
- Reti totali realizzate
- Classifica fair-play
- Sorteggio

### Risultati
|                | Jag  | KSC  | LcP  | LcD  | Leg  | Pia  | Pog  | ZaL  |
| -------------- | ---- | ---- | ---- | ---- | ---- | ---- | ---- | ---- |
| Jagiellonia    | –––– |      | 3-3  |      | 1-0  |      | 4-2  |      |
| KS Cracovia    | 0-1  | –––– | 1-0  | 2-0  |      |      | 0-3  |      |
| Lech Poznań    |      |      | –––– | 2-1  | 1-0  |      |      | 1-1  |
| Lechia Danzica | 2-0  |      |      | –––– | 1-3  | 0-2  |      | 1-1  |
| Legia Varsavia |      | 1-0  |      |      | –––– | 0-1  | 1-1  | 2-2  |
| Piast Gliwice  | 2-1  | 3-1  | 1-0  |      |      | –––– |      | 1-0  |
| Pogoń Stettino |      |      | 1-1  | 3-4  |      | 0-0  | –––– |      |
| Zagłębie Lubin | 2-0  | 1-2  |      |      |      |      | 2-3  | –––– |

## Girone per la salvezza
Le squadre mantengono i punti conquistati nella stagione regolare.

### Classifica finale
Fonte: sito ufficiale.
|  | Pos. | Squadra            | Pt | G  | V  | N  | P  | GF | GS | DR  |
|  | ---- | ------------------ | -- | -- | -- | -- | -- | -- | -- | --- |
|  | 9.   | Wisła Cracovia     | 49 | 37 | 14 | 7  | 16 | 67 | 63 | +4  |
|  | 10.  | Korona Kielce      | 47 | 37 | 12 | 11 | 14 | 42 | 54 | -12 |
|  | 11.  | Górnik Zabrze      | 46 | 37 | 12 | 10 | 15 | 48 | 53 | -5  |
|  | 12.  | Śląsk Breslavia    | 44 | 37 | 12 | 8  | 17 | 49 | 45 | +4  |
|  | 13.  | Arka Gdynia        | 42 | 37 | 10 | 12 | 15 | 49 | 51 | -2  |
|  | 14.  | Wisła Płock        | 41 | 37 | 10 | 11 | 16 | 50 | 58 | -8  |
|  | 15.  | Miedź Legnica      | 40 | 37 | 10 | 10 | 17 | 40 | 65 | -25 |
|  | 16.  | Zagłębie Sosnowiec | 29 | 37 | 7  | 8  | 22 | 49 | 80 | -31 |

Legenda:
      Retrocessa in I liga 2019-2020
Note:
Tre punti a vittoria, uno a pareggio, zero a sconfitta.
La classifica viene stilata secondo i seguenti criteri:
- Punti conquistati
- Punti conquistati negli scontri diretti
- Differenza reti negli scontri diretti
- Reti realizzate negli scontri diretti
- Goal fuori casa negli scontri diretti (solo tra due squadre)
- Differenza reti generale
- Reti totali realizzate
- Classifica fair-play
- Sorteggio

### Risultati
|                    | ArG  | GZa  | Kor  | MLe  | Slą  | WiC  | WiP  | ZaS  |
| ------------------ | ---- | ---- | ---- | ---- | ---- | ---- | ---- | ---- |
| Arka Gdynia        | –––– |      |      | 2-0  |      | 3-1  |      | 2-0  |
| Górnik Zabrze      | 1-0  | –––– |      |      |      | 1-2  | 0-1  | 4-0  |
| Korona Kielce      | 0-2  | 0-3  | –––– | 0-0  | 2-0  |      |      |      |
| Miedź Legnica      |      | 0-1  |      | –––– | 0-2  |      | 3-2  | 2-2  |
| Sląsk Wrocław      | 4-0  | 1-2  |      |      | –––– |      | 2-1  |      |
| Wisła Cracovia     |      |      | 1-0  | 4-5  | 1-1  | –––– | 2-3  |      |
| Wisła Płock        | 1-1  |      | 2-1  |      |      |      | –––– | 0-0  |
| Zagłębie Sosnowiec |      |      | 2-4  |      | 2-4  | 2-1  |      | –––– |

## Statistiche

### Classifica marcatori
Fonte: sito ufficiale.
| Gol |  |  | Giocatore         | Squadra            |
| --- |  |  | ----------------- | ------------------ |
| 24  |  |  | Igor Angulo       | Górnik Zabrze      |
| 18  |  |  | Marcin Robak      | Sląsk Wrocław      |
| 16  |  |  | Carlitos          | Legia Varsavia     |
| 16  |  |  | Jesús Imaz        | Jagiellonia        |
| 15  |  |  | Flávio Paixão     | Lechia Danzica     |
| 14  |  |  | Airam Cabrera     | KS Cracovia        |
| 14  |  |  | Elia Soriano      | Korona Kielce      |
| 13  |  |  | Petteri Forsell   | Miedź Legnica      |
| 13  |  |  | Filip Starzyński  | Zagłębie Lubin     |
| 12  |  |  | Christian Gytkjær | Lech Poznań        |
| 12  |  |  | Marko Kolar       | Wisła Cracovia     |
| 11  |  |  | Adam Buksa        | Pogoń Stettino     |
| 11  |  |  | Zdeněk Ondrášek   | Wisła Cracovia     |
| 11  |  |  | Vamara Sanogo     | Zagłębie Sosnowiec |